# 난지 톳
난지 톳(버마어: နန်းကြီးသုပ်)은 쌀국수인 난지(နန်းကြီး)를 주재료로 하는 아톳(미얀마식 샐러드)이다. 몬 디의 하나이기도 하다. 만달레 몬 디(버마어: နန်းကြီးသုပ်)로도 불리며, 만달레 몬 디 톳(버마어: မန္တလေးမုန့်တီသုပ်), 난지 몬 디(버마어: နန်းကြီးမုန့်တီ) 등으로도 불린다.

## 같이 보기
- 라카인 몬 디
- 라페 톳
- 카웃스웨 톳
- 틴보디 톳